# جعفرصادق
جعفرصادق، روستایی از توابع بخش مرکزی شهرستان رامهرمز در استان خوزستان ایران است.

## جمعیت
این روستا در دهستان حومه‌شرقی قرار دارد و براساس سرشماری مرکز آمار ایران در سال ۱۳۸۵، جمعیت آن ۴۴۴ نفر (۹۷خانوار) بوده‌است.

## وجه تسمیه
با سلام و وقت بخیر 
همانگونه که مسحضرید، اکثر نامگذاریهای مناطق، مکانها ، شهرها، روستاها .... بر اساس مسما و موضوعیتی، نامگذاری گردیدند. عده قلیلی از این مناطق و ...هم چندان مسما و موضوعیتی نداشته و ندارند! اما بمنظور نشانه و شناخت بهتر و راحتر، باری بهر جهت ، به اصطلاح، بقول خودشان،  نامی ودر میکردند! ( میتراشیدند )! برای آن نامگذاریها چندان که باید و شاید، سندیت، تاریخ مدون، و شفافیتی در این خصوص دسترس نیست و بیشتر تاریخ شفاهی سینه به سینه منقول و رایج بود و هست! اکثر این این مکانها بعلت رخدادهای گوناگون و مرور زمان ، تغییر شکل و نام داده شدند!
مع الوصف؛
این روستا آنگونه که ما، از ماسابقون، ( بطور شفاهی و بندرت ) شنیدیم؛
قبل از این نام فعلی اش، چهار کنارون نام داشت، بعدا" به دو ادله ( باز شفاهی ) زیر، مشهور گردید.
1- گویاپیشتر، در این مکان شخصی سکنی داشت، بنام جعفر، که این شخص، در گفتار و رفتارش صداقت داشت و صادق بود! کم کم این مکان ( و به اختصار ) بنام وی ( جعفر صادق ) منتسب و مشهور شد!
2- گزینه دوم که در حدود سده اخیر، و نسل معاصربیشتر بدان معتقدند، بواسطه پیدایش ( علم کردن ) قدمگاهی تحت عنوان ، امام جعفر صادق ( ع )( حالا بعلت خواب دیدن شخصی ( اشخاصی و... ) بدین سبب مرسوم و معروف گردید!
باری؛
در اینجا شعری از مولوی، که بسیار زیبا ، به مکانها،زمانها،  عنوانها و اسم های گذرا و عاریتی، اشاره دارد، در ذهنم به یکباره و فی البداهه خطور نموده، خالی از لطف ندیدم آنرا ذکر نمایم.
اسم را بهل، رو مسما را بجوی
ماه را در آسمان بین،نه اندر آب جوی
....  دوست دارم
ضمنا"،
ما دهکلوویل، نه قم نه کاشونیم .
برگرفته از مطالب حاج خسروی عزیز
((Hosainpishbin))